# Polichno (powiat piotrkowski)
Polichno – wieś w Polsce położona w województwie łódzkim, w powiecie piotrkowskim, w gminie Wolbórz.

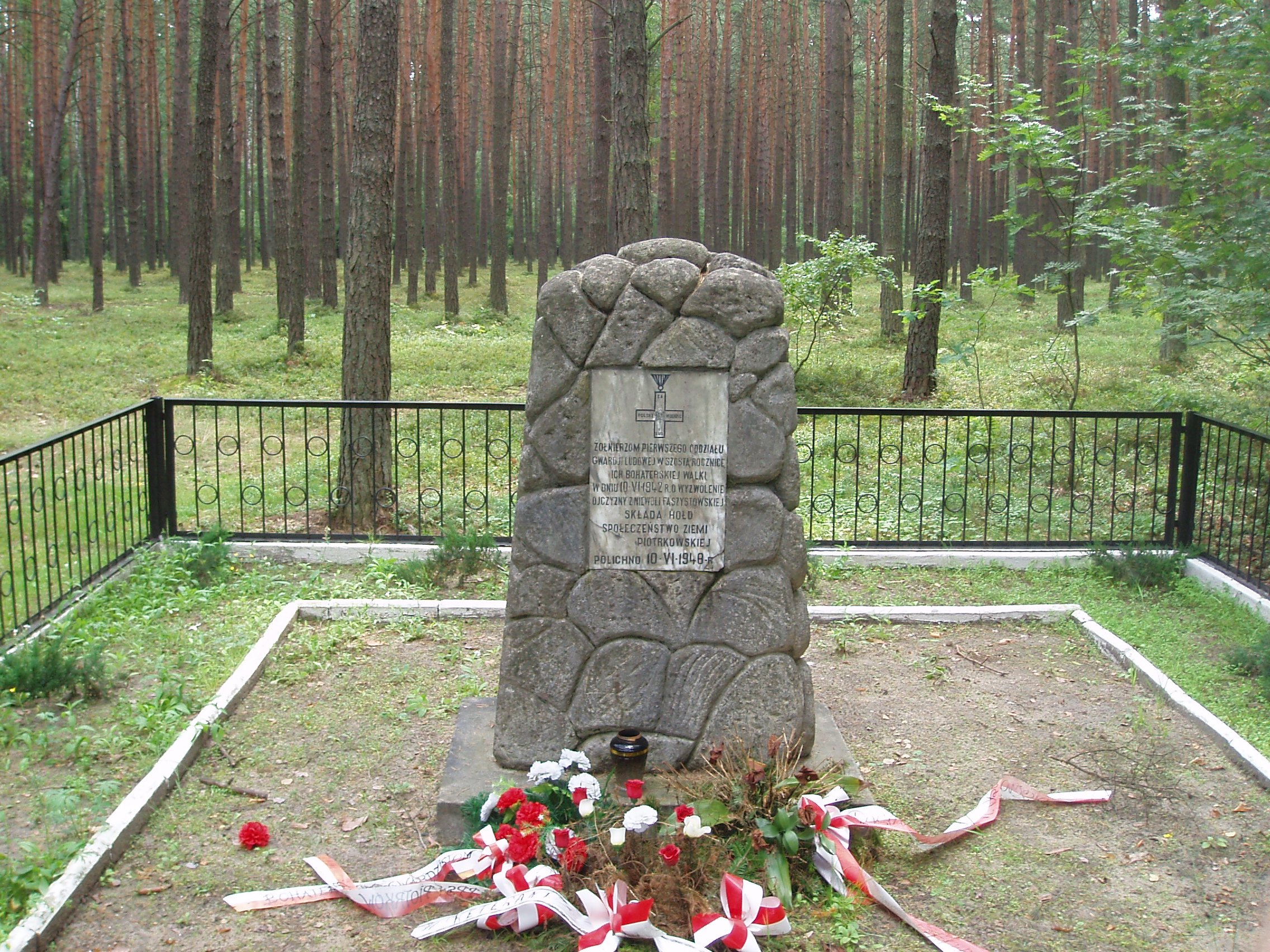
Pomnik w Polichnie postawiony ku pamięci żołnierzom pierwszego oddziału Gwardii Ludowej

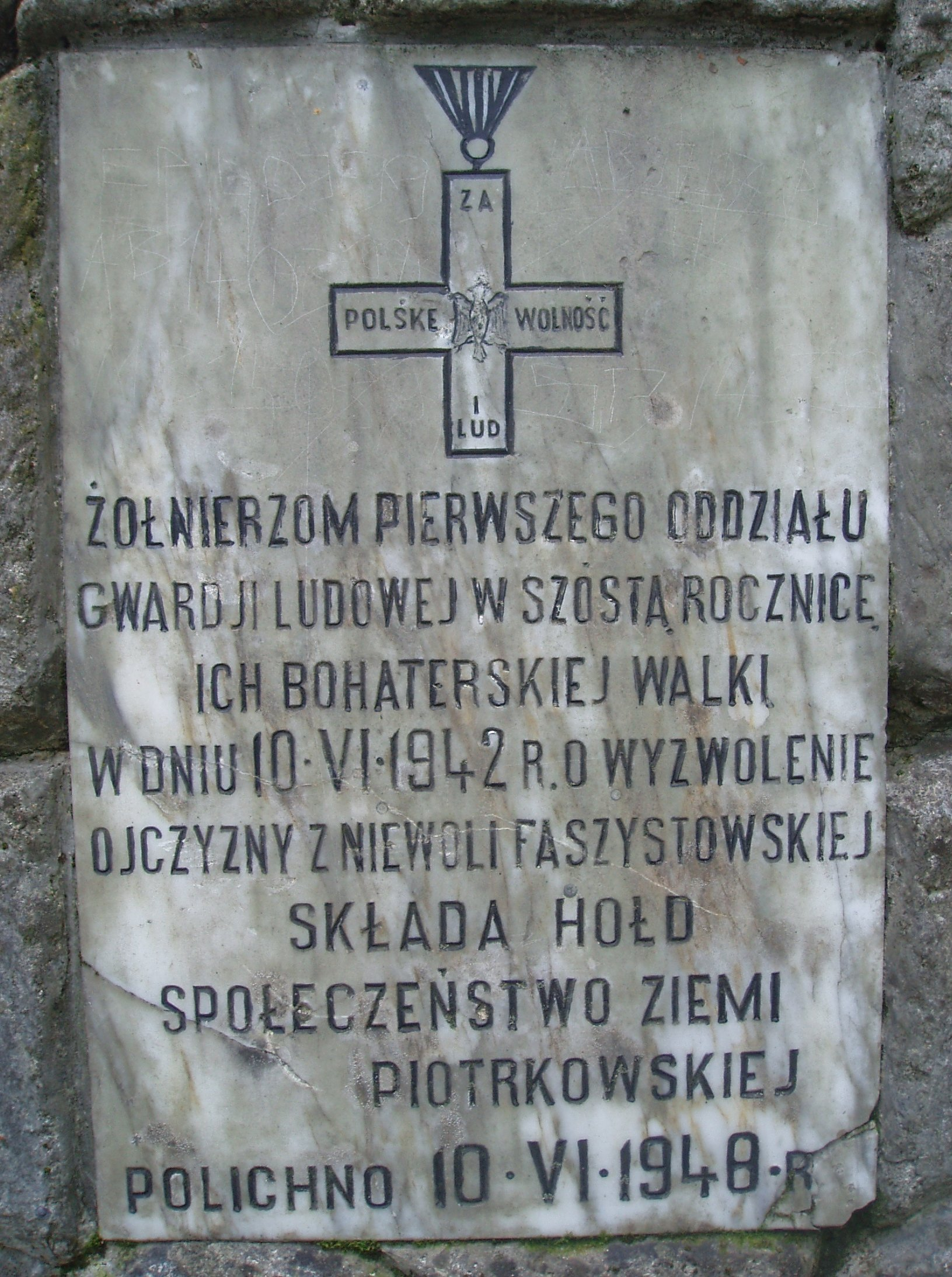
Tablica pamiątkowa na powyższym pomniku

## Historia
Polichno (wraz z pobliskimi wsiami; m.in. Żarnowicą, Kołem) powstawało w okresie kolonizacji Piotrkowa i okolic (XIII–XIV w.), w którym to nastąpił znaczny rozwój osadnictwa i wylesienia na tym terenie.
W okresie okupacji Polski, 9 czerwca 1942 r. grupa 14 żołnierzy z oddziału Gwardii Ludowej im. Stefana Czarnieckiego pod dowództwem Franciszka Zubrzyckiego „Małego Franka” po akcji wykolejenia pociągu w czasie marszu powrotnego z lasów Lubień (gdzie sterroryzowała leśniczego w Meszczach, Jeremiego Kozłowskiego, członka ZWZ-AK; zabrano mu dubeltówkę i 5000 zł) do Warszawy, zbaczając z drogi, uderzyła na wieś Polichno. Następnego dnia (10 czerwca) z rana pojawiły się jednostki żandarmerii niemieckiej, ściągnięte z Tomaszowa, Piotrkowa i Częstochowy. Po spotkaniu obu stron rozpoczęła się walka (niektóre źródła wskazują, że trwała 8 godzin, inne, że trwała krótko). Oddział gwardzistów stracił w niej trzech ludzi, a „Mały Franek” został ranny. Reszta partyzantów przedarła się w kierunku Wolborza.
Na miejscu tej bitwy wzniesiono Pomnik Czynu Zbrojnego GL i AL (stanowiący integralną część Muzeum Czynu Partyzanckiego, które znajdowało się w zlokalizowanym obok budynku), a nieco bliżej zabudowań Polichna – pomnik upamiętniający żołnierzy pierwszego oddziału GL (odsłonięty 10 czerwca 1948, w szóstą rocznicę bitwy). Po roku 1989 z pomnika usunięto napisy GL i AL oraz umieszczono na nim symbol Polski Walczącej i krzyż Virtuti Militari, a muzeum przebudowano na hotel.
W latach 1975–1998 miejscowość należała administracyjnie do województwa piotrkowskiego.

## Sport
Drużyna Rajgras Polichno.

## Film
Fragment filmu „300 mil do nieba” w reżyserii Macieja Dejczera z 1989 r. został nagrany nieopodal Polichna (przed budynkiem Hotelu Polichno).